# Марлијана
Марлијана (итал. Marliana) је насеље у Италији у округу Пистоја, региону Тоскана.
Према процени из 2011. у насељу је живело 134 становника. Насеље се налази на надморској висини од 456 м.

## Становништво
Према резултатима пописа становништва 2011. у општини је живело 3.201 становника.
| 1936. | 1951. | 1961. | 1971. | 1981. | 1991. | 2001. | 2011. |
| ----- | ----- | ----- | ----- | ----- | ----- | ----- | ----- |
| 3.837 | 3.360 | 2.865 | 2.415 | 2.376 | 2.405 | 2.917 | 3.201 |